# Baoji, Tibet
Baoji (kinesiska: 保吉, Jiaburi, 甲布日, 保吉乡) är en socken i Kina. Den ligger i den autonoma regionen Tibet, i den sydvästra delen av landet, omkring 170 kilometer nordväst om regionhuvudstaden Lhasa. Antalet invånare är 2 048. Befolkningen består av 1 058 kvinnor och 990 män. Barn under 15 år utgör 29,0 %, vuxna 15-64 år 64 %, och äldre över 65 år 6,0 %.
Trakten runt Baoji är nära nog obefolkad, med mindre än två invånare per kvadratkilometer. Det finns inga andra samhällen i närheten. Trakten runt Baoji består i huvudsak av gräsmarker.
Genomsnittlig årsnederbörd är 563 millimeter. Den regnigaste månaden är juli, med i genomsnitt 130 mm nederbörd, och den torraste är november, med 3 mm nederbörd.